# 熊井俊一
熊井 俊一（くまい しゅんいち、生没年不明）は、日本の元サッカー選手。元サッカー日本代表。現役時代のポジションはゴールキーパー。

## 来歴
早稲田大学に在籍していた1934年5月、マニラで開催された第10回極東選手権競技大会のサッカー日本代表メンバーに選出された。この大会で13日に初戦、オランダ領東インド代表との試合に先発出場したが、1-7で負けた。20日の3戦目、中華民国代表との試合にもフル出場したが、3-4で敗れた。

## 代表歴
- 1934年5月13日 - A代表初出場 - オランダ領東インド戦

### 出場大会など
- 第8回極東選手権競技大会（4位）

### 試合数
- 国際Aマッチ 2試合（1934）

| 日本代表 | 国際Aマッチ | 国際Aマッチ |
| 年       | 出場        | 得点        |
| -------- | ----------- | ----------- |
| 1934     | 2           | 0           |
| 通算     | 2           | 0           |

### 出場
| No. | 開催日         | 開催都市 | スタジアム | 対戦相手           | 結果 | 監督     | 大会       |
| --- | -------------- | -------- | ---------- | ------------------ | ---- | -------- | ---------- |
| 1.  | 1934年05月13日 | マニラ   |            | オランダ領東インド | ●1-7 | 竹腰重丸 | 極東選手権 |
| 2.  | 1934年05月20日 | マニラ   |            | 中華民国           | ●3-4 | 竹腰重丸 | 極東選手権 |